# Lindneromyia griseola
Lindneromyia griseola är en tvåvingeart som först beskrevs av Tonnoir 1925.  Lindneromyia griseola ingår i släktet Lindneromyia och familjen svampflugor. Inga underarter finns listade i Catalogue of Life.